# Amandinea subduplicata
Amandinea subduplicata är en lavart som först beskrevs av Vain., och fick sitt nu gällande namn av Marbach 2000. Amandinea subduplicata ingår i släktet Amandinea och familjen Caliciaceae.   Inga underarter finns listade i Catalogue of Life.